# Hypercompe ocularia
Hypercompe ocularia là một loài bướm đêm thuộc phân họ Arctiinae, họ Erebidae.